# Святий Варфоломій (Рембрандт)
Святий Варфоломій (нід. De apostel Bartholomeus) — картина нідерландського художника золотої доби Рембрандта ван Рейна, написана олією на полотні, зберігається в Тімкенському музеї мистецтв. Картину написано в зрілий період творчості художника, коли йому виповнився 51 рік. Як і в інших творах цього періоду, Рембрандт насамперед хотів показати внутрішні переживання головного героя. Перед тим як потрапити в Сан-Дієго, вона була представлена в ряді музеїв США та Канади: Музеї мистецтва Метрополітен, Детройтському інституті мистецтв, Художньому музеї Торонто, Національній галереї мистецтв. Фонд Путмана придбав картину у приватного колекціонера в 1952 році. З 1965 року картина зберігається в колекції Тімкенському музеї мистецтв у Сан-Дієго. 

## Опис
Святий Варфоломій, один із дванадцяти апостолів тримає в правій руці ніж м’ясника, символ його мученицької смерті. Трохи неспокійна поза і вираз глибокої думки святого свідчать про те, що він розмірковує про власну кончину. Картина має розміри 122 x 99 сантиметрів.